# Tren de la Fresa
El tren de la fresa es el nombre comercial que recibe un tren turístico español organizado por la Fundación de los Ferrocarriles Españoles que realiza un recorrido entre Madrid y Aranjuez, en recuerdo del ferrocarril Madrid-Aranjuez, la segunda línea férrea construida en la península ibérica y abierta al tráfico en 1851. Esta línea férrea fue el primitivo trazado que unía las ciudades de Madrid y Aranjuez, siendo el segundo ferrocarril construido en la península ibérica tras la línea Barcelona-Mataró (1848). Tradicionalmente el tren de la Fresa ha venido utilizando diverso material ferroviario de carácter histórico, que en ocasiones incluye locomotoras de vapor.

## Historia

### El ferrocarril Madrid-Aranjuez
El marqués de Pontejos ya había presentado un proyecto de camino de hierro que fue abordado después bajo el patrocinio del marqués de Salamanca. En diciembre de 1845 se constituyó la «Sociedad del Ferrocarril de Madrid a Aranjuez», con un capital de 45 millones de reales, en la que el marqués contaba con socios como el banquero Nazario Carriquiri y al conde de Retamoso, cuñado de la reina regente. Aunque la construcción de esta línea le supuso al marqués de Salamanca algunos malos tragos económicos, el ferrocarril fue finalmente inaugurado el 9 de febrero de 1851. Presidió este acto la reina Isabel II —la propia monarca había cedido terrenos de su propiedad, al oeste del Palacio Real, para la entrada del ferrocarril en Aranjuez—y más de mil invitados acudieron a una generosa fiesta pagada íntegramente por el bolsillo de Salamanca. Tres meses más tarde, la línea ferroviaria ya le reportaba 50.000 reales al día.

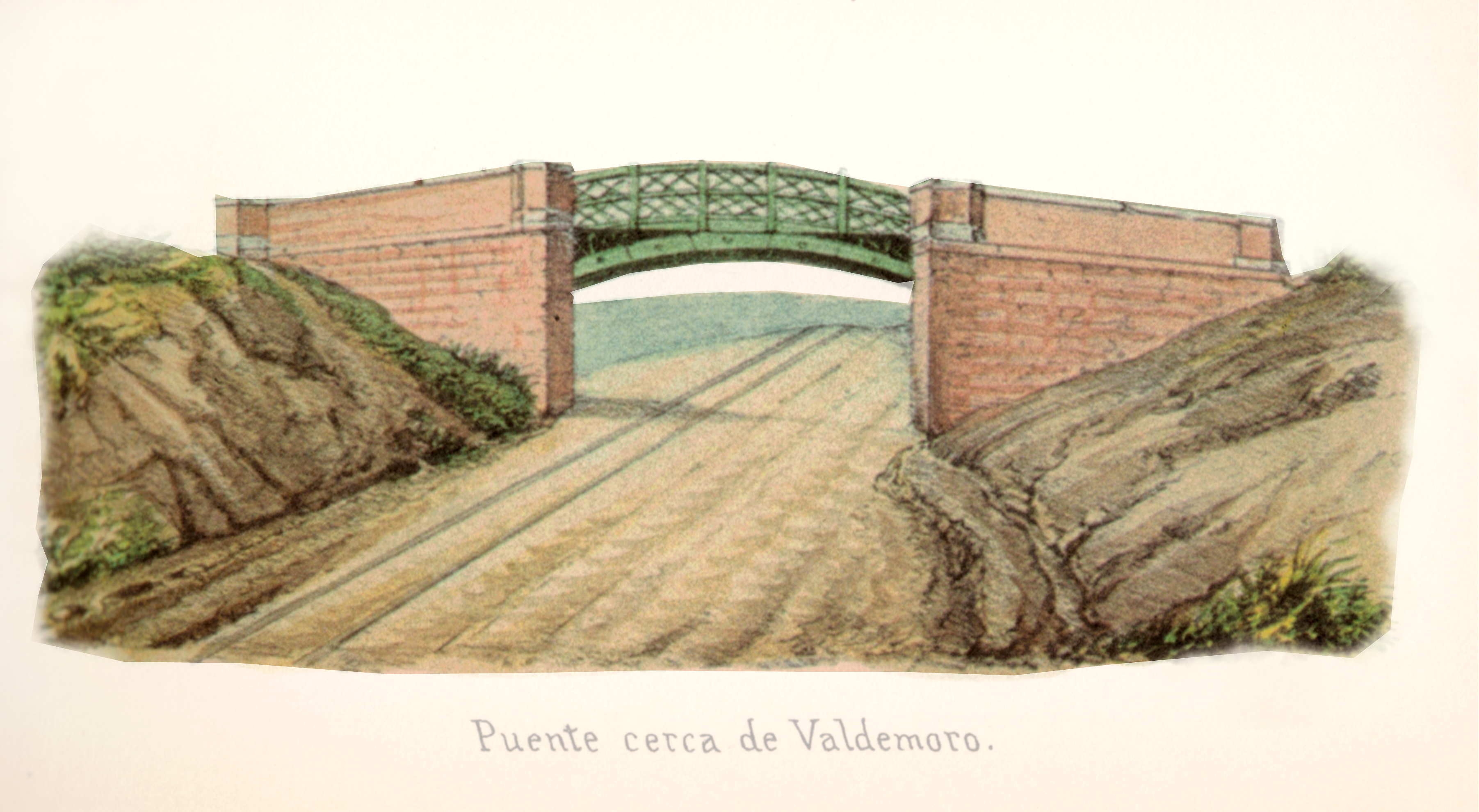
Paso a desnivel cerca de Valdemoro a mediados del

Para llevar a cabo la línea, se tuvieron que salvar diversos accidentes geográficos, con la construcción de sendos puentes sobre los ríos Jarama y Tajo. La importancia estratégica de la línea era elevada, pues suponía el primer paso para llevar el ferrocarril desde Madrid a Andalucía y al Levante español. 
Se construyó una estación término, hoy desaparecida, frente a la fachada occidental del Palacio Real de Aranjuez, a la que se añadiría años después otra estación al sudoeste del casco antiguo de la ciudad, en la que paraban los trenes destino a Cuenca, tras la prolongación de la línea a esta ciudad en 1883. Ambas fueron sustituidas por otra estación, construida en 1923, y que actualmente sigue en uso. Hasta la creación de RENFE en 1941, dicha estación pertenecía a la Compañía de los Ferrocarriles de Madrid a Zaragoza y Alicante (MZA), como muestran los mosaicos decorativos existentes en su vestíbulo. Creado en una época en la que los trenes eran tirados por locomotoras de vapor, los vagones eran de madera y, además de transportar viajeros, permitían llevar a Madrid rápidamente los productos de la huerta ribereña (fresas y espárragos), de los que tomaría el nombre «Tren de la Fresa».

### El tren turístico

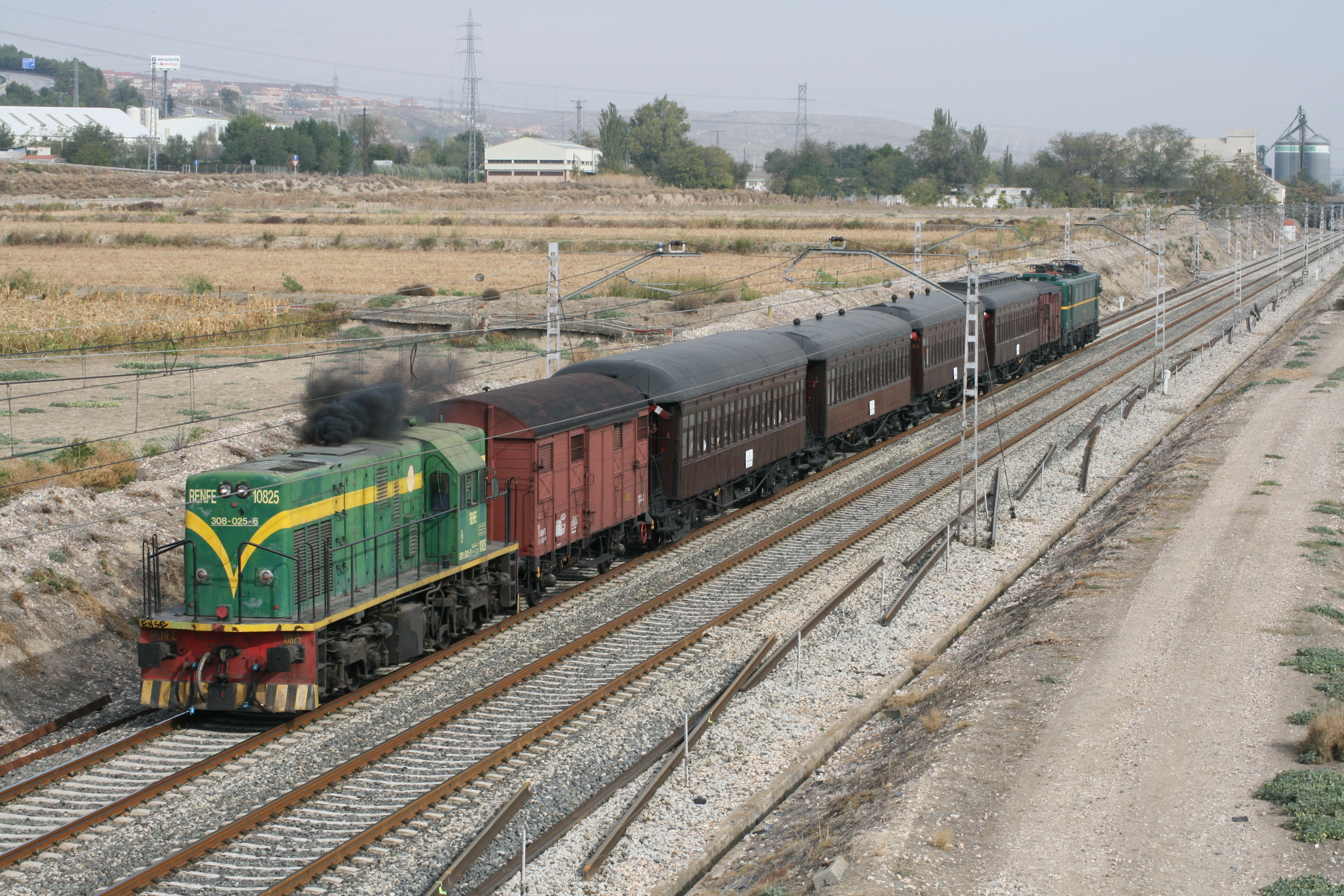
El tren de la Fresa tirado por una locomotora diésel-eléctrica de la serie 308 de RENFE, en 2009.

En la década de 1980 se planteó establecer un servicio especial que recuperara este antiguo recorrido con fines turísticos. El primer «Tren de la Fresa» realizó su viaje inaugural el 27 de mayo de 1984, partiendo de la estación de Atocha hasta la de Aranjuez. Para la ocasión se empleó una locomotora de vapor tipo «Mikado».
El Tren de la Fresa entre Madrid y Aranjuez ofrece durante los meses de primavera y otoño servicios los sábados y domingos. Se recrea el viaje decimonónico con una composición histórica con vagones (técnicamente llamados "coches de viajeros") de madera, con azafatas vestidas de época que sirven productos típicos de Aranjuez. El precio del billete incluye el viaje en tren desde la estación de Delicias (sede del Museo del Ferrocarril) hasta Aranjuez, visita a la ciudad, al Palacio Real y al Museo de Falúas, con todos los desplazamientos incluidos. Desde que se puso en marcha el Tren de la Fresa los convoyes suelen estar remolcados por locomotoras de vapor, si bien en ocasiones también intervienen locomotoras históricas de tracción diésel o eléctrica. Por ejemplo, en 2016 el tren estaba traccionado con una locomotora histórica eléctrica y a los cuatro coches costa de madera se sumaba un coche 5000 metálico de la década de 1950.